# Servard Emirzian
Servard Emirzian (Ereván, Unión Soviética, 5 de junio de 1966) es una clavadista o saltadora de trampolín soviética especializada en plataforma de 10 metros, donde consiguió ser subcampeona olímpica en 1980.

## Carrera deportiva
En los Juegos Olímpicos de 1980 celebrados en Moscú (Rusia) ganó la medalla de plata en los saltos desde la plataforma de 10 metros, con una puntuación de 576 puntos, tras la alemana Martina Jäschke y por delante de su compatriota soviética Liana Tsotadze.